# Копи (гміна Кросневіце)
Копи (пол. Kopy) — село в Польщі, у гміні Кросневиці Кутновського повіту Лодзинського воєводства.
Населення — 191 особа (2011).
У 1975-1998 роках село належало до Плоцького воєводства.

## Демографія
Демографічна структура станом на 31 березня 2011 року:
|          | Загалом | Допрацездатний вік | Працездатний вік | Постпрацездатний вік |
| -------- | ------- | ------------------ | ---------------- | -------------------- |
| Чоловіки | 88      | 18                 | 57               | 13                   |
| Жінки    | 103     | 29                 | 51               | 23                   |
| Разом    | 191     | 47                 | 108              | 36                   |